# 1991年バレーボール女子アジア選手権
1991年バレーボール女子アジア選手権（1991 Asian Women's Volleyball Championship）は、1991年9月14日から9月21日にかけてタイ王国のバンコクで開催された、アジアバレーボール連盟主催の第6回バレーボールアジア選手権女子大会。
出場国は14カ国。中国が3大会連続4回目の優勝を飾った。
この大会において全日本女子は、準決勝の韓国戦に勝利し、翌年のバルセロナオリンピックの出場権を獲得した。
日本チームの登録メンバーは、1佐藤伊知子(主将)、2杉山明美、3中田久美、4石掛美智代、5中西千枝子、6篠原孝子、7斎藤真由美、8大林素子、9高橋有紀子、13吉原知子、14福田記代子、15中村和美

## 最終結果
| 順位 | 国                   |
| ---- | -------------------- |
| 1    | 中国                 |
| 2    | 日本                 |
| 3    | 韓国                 |
| 4    | 北朝鮮               |
| 5    | チャイニーズタイペイ |
| 6    | オーストラリア       |
| 7    | タイ                 |
| 8    | ベトナム             |
| 9    | インドネシア         |
| 10   | ニュージーランド     |
| 11   | 香港                 |
| 12   | スリランカ           |
| 13   | フィリピン           |
| 14   | インド               |